# Acquacobalamina reduttasi
La acquacobalamina reduttasi è un enzima appartenente alla classe delle ossidoreduttasi, che catalizza la seguente reazione:
2 cob(II)alamina + NAD+ ⇄ 2 acquacob(III)alamina + NADH + H+
L'enzima è una flavoproteina.